# Baincthun
Baincthun é uma comuna francesa na região administrativa de Altos da França, no departamento de Pas-de-Calais. Estende-se por uma área de 26,69 km². Em 2010 a comuna tinha 1 323 habitantes (densidade: 49,6 hab./km²).